# (9574) Taku
(9574) Taku est un astéroïde de la ceinture principale.

## Description
(9574) Taku est un astéroïde de la ceinture principale. Il fut découvert le 5 décembre 1988 à Kiso par Tsuko Nakamura. Il présente une orbite caractérisée par un demi-grand axe de 2,24 UA, une excentricité de 0,10 et une inclinaison de 4,8° par rapport à l'écliptique.

## Compléments